# Hubera forbesii
Hubera forbesii är en kirimojaväxtart som först beskrevs av Ferdinand von Mueller och Friedrich Ludwig Diels, och fick sitt nu gällande namn av Chaowasku. Hubera forbesii ingår i släktet Hubera och familjen kirimojaväxter. Inga underarter finns listade i Catalogue of Life.